# ترینوزی
ترینوزی (به لاتین: Trynosy) یک منطقهٔ مسکونی در لهستان است که در Gmina Wąsewo واقع شده‌است.